# Lacanobia reducta
Lacanobia reducta là một loài bướm đêm trong họ Noctuidae.